# The Wall Live in Berlin
Pour les articles homonymes, voir Live in Berlin.
Albums de Roger Waters
Radio K.A.O.S.
(1987) Amused to Death
(1992)
The Wall Live in Berlin est le premier album live ainsi qu'un DVD de Roger Waters enregistré et filmé lors du concert donné sur la Potsdamer Platz le 21 juillet 1990 pour commémorer la chute du mur de Berlin. Il réunit une pléthore d'invités, notamment le groupe Scorpions, Cyndi Lauper, Sinéad O'Connor, Van Morrison, Marianne Faithfull, Ute Lemper ainsi que Bryan Adams. L'album sort le 21 août 1990 sur le label Mercury Records et sera suivi par la parution d'une vidéo retraçant le concert.

## Le concert
Le concert a été organisé sur un terrain vague situé entre la Potsdamer Platz et la porte de Brandebourg et qui faisait partie de l'ancien no man's land longeant le mur de Berlin.
L'évènement fut produit et organisé par l'impresario et producteur anglais Tony Hollingsworth qui avait déjà produit et organisé le concert hommage des 70 ans de Nelson Mandela en 1988.
Le spectacle a attiré plus de trois cent cinquante mille personnes, mais juste avant que le concert ne débute, les portes ont été à nouveau ouvertes, ce qui a permis à un minimum de cent mille autres personnes d'assister à l'évènement.
Durant le concert quelques incidents ont eu lieu ; dès le second titre, The Thin Ice, une première coupure de courant intervient. Une fois l'alimentation rétablie une seconde coupure se manifeste lors de la chanson Mother. Le concert étant diffusé en direct à la télévision, c'est le film de la répétition du vendredi (« dress rehearsals ») qui prend le relais. Après le concert, il fut demandé aux artistes de rester afin d'effectuer de nouvelles prises, en vue de la commercialisation du concert en vidéo. La version de The Thin Ice fait partie de ces nouvelles prises mais Sinéad O'Connor ayant refusé de rester, c'est la version issue des répétitions du vendredi de Mother qui est visible. D'autre part, par suite de problèmes de stabilité de caméra, la scène d'Ute Lemper lors de The Trial étant inutilisable, elle a été  refilmée ultérieurement en studio.

## Liste des chansons
- Toutes les chansons sont de Roger Waters, sauf Young Lust, Comfortably Numb, Run Like Hell (Gilmour / Waters) et The Trial (Ezrin / Waters). Entre parenthèses, les noms des interprètes.

### Disque 1
1. In the Flesh? (Scorpions) - 4:06
2. The Thin Ice (Ute Lemper et Roger Waters) - 3:08
3. Another Brick in the Wall pt. 1 (Roger Waters) - 3:38
4. The Happiest Days of Our Lives (Roger Waters) - 1:20
5. Another Brick in the Wall pt. 2 (Cyndi Lauper) - 6:26
6. Mother (Sinéad O'Connor & The Band) - 6:37
7. Goodbye Blue Sky (Joni Mitchell) - 3:52
8. Empty Spaces / What Shall We Do Now? (Bryan Adams et Roger Waters) - 3:47
9. Young Lust (Bryan Adams) - 4:17
10. Oh My God - What a Fabulous Room (Jerry Hall) - 1:08
11. One of My Turns (Roger Waters) - 2:44
12. Don't Leave Me Now (Roger Waters) - 5:11
13. Another Brick in the Wall pt. 3 (Roger Waters) - 3:24
14. Goodbye Cruel World (Roger Waters) - 1:37

### Disque 2
1. Hey You (Paul Carrack) - 5:02
2. Is There Anybody Out There? (The Rundfunk Orchestra & Choir) - 3:01
3. Nobody Home (Roger Waters) - 4:45
4. Vera (Roger Waters) - 1:11
5. Bring the Boys Back Home (The Rundfunk Orchestra & Choir & the Military Orchestra of the Soviet Army) - 2:41
6. Comfortably Numb (Van Morrison, Roger Waters et The Band - solos guitares par Snowy White & Rick DiFonzo) - 8:01
7. In the Flesh? (Roger Waters et Scorpions) - 5:10
8. Run Like Hell (Roger Waters et Scorpions) - 4:51
9. Waiting for the Worms (Roger Waters et Scorpions) - 4:09
10. Stop (Roger Waters) - 0:22
11. The Trial (The Rundfunk Orchestra & Choir, avec Tim Curry en Procureur, Thomas Dolby en Professeur, Ute Lemper en Épouse, Marianne Faithfull en Mère et Albert Finney en Juge) - 5:52
12. The Tide Is Turning (After Live Aid) (tous les artistes excepté Scorpions) - 7:21
13. Outside The Wall (The Rundfunk Orchestra) - 3:00

## Équipe artistique

### La compagnie

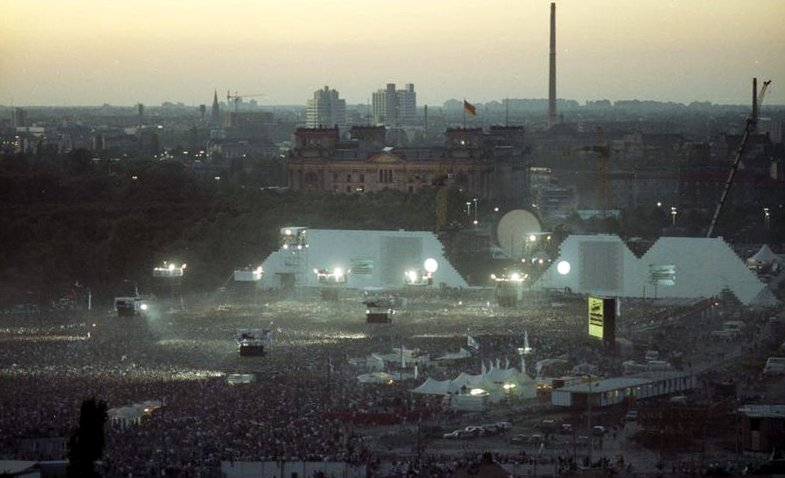
La Potsdamer Platz le 21 juillet 1990, avec le mur à moitié édifié

- Roger Waters – chant, basse, guitare acoustique sur "Mother", guitare  rythmique sur "Hey You"
- Scorpions :
  - Klaus Meine – chant
  - Rudolf Schenker – guitare rythmique
  - Matthias Jabs – guitare solo
  - Francis Buchholz – basse
  - Herman Rarebell – batterie
- Cyndi Lauper – chant
- Thomas Dolby – synthétiseur
- Sinéad O'Connor – chant
- The Band :
  - Rick Danko – chant
  - Levon Helm – chant
  - Garth Hudson – accordéon, saxophone soprano
- Joni Mitchell – chant
- Bryan Adams – guitare, chant
- Jerry Hall – monologue Oh My God, what a fabulous room
- Paul Carrack – chant
- Van Morrison – chant
- Tim Curry – chant
- Ute Lemper – chant
- Marianne Faithfull – chant
- Albert Finney – chant
- The Hooters :
  - Eric Bazilian – guitare
  - John Lilley – guitare
  - Fran Smith Jr. – basse
  - Rob Hyman – claviers
  - David Uosikkinen – batterie
- James Galway – flûte
- Paddy Moloney: Pipeau et flûte irlandaise

### The Bleeding Hearts Band
- Rick Di Fonzo – guitare
- Snowy White – guitare
- Andy Fairweather-Low – basse, guitare, chœurs
- Peter Wood – claviers, orgue, synthétiseurs
- Nick Glennie-Smith – claviers, orgue, synthétiseurs
- Graham Broad – batterie, percussions électroniques
- Stan Farber – chœurs, percussions (crédité Jim Farber)
- Joe Chemay – chœurs
- Jim Haas – chœurs, percussions
- John Joyce – chœurs

### Autres
- Le Rundfunk-Sinfonieorchester Berlin, dirigé par Michael Kamen.
- Le chœur Rundfunk.
- La fanfare du groupe des forces soviétiques en Allemagne (Group of Soviet Forces in Germany) (renommé, dans la réédition DVD de 2003, l'orchestre militaire de l'armée soviétique) et les chœurs de l'armée rouge.
- Paddy Moloney: Pipeau et flûte irlandaise - Membre du groupe The Chieftains.
- Dans le Livre Guinness des records, le concert est mentionné sous le nom de Pink Floyd, alors qu'il s'agit d'un concert de Waters en solo avec d'autres artistes et David Gilmour est seul autre membre de Pink Floyd présent lors de ce concert, Waters n'ayant plus eu de contacts avec les autres membres jusqu'à leur prestation au Live 8 le 2 juillet 2005.
- La chanson Comfortably Numb avec Van Morrison apparait sur l'album de ce dernier At The Movies - Soundtrack Hits sorti en 2007, ainsi que sur la bande son du film Les Infiltrés en 2006. Elle apparait également dans la série Les Soprano lorsque les protagonistes écoutent la bande son du film en question.

## Charts et certifications

### Album
Charts
| Pays                                 | Durée du classement | Meilleur classement | Date              |
| ------------------------------------ | ------------------- | ------------------- | ----------------- |
| Allemagne (GfK Entertainment)        | 15 semaines         | 10e                 | 17 septembre 1990 |
| Autriche (Ö3 Austria Top 40)         | 5 semaines          | 25e                 | 7 octobre 1990    |
| Australie (ARIA Charts)              | 5 semaines          | 10e                 | 7 octobre 2020    |
| Canada (RPM)                         | 21 semaines         | 12e                 | 13 octobre 1990   |
| Écosse (Scottish Album Chart)        | 1 semaine           | 68e                 | 2 octobre 2020    |
| États-Unis (Billboard 200)           | 11 semaines         | 56e                 | 29 septembre 1990 |
| France (SNEP)                        | 16 semaines         | 6e                  | 27 septembre 1990 |
| Italie (FIMI)                        | -                   | 11e                 | 1990              |
| Norvège (VG-lista)                   | 3 semaines          | 17e                 | 23 septembre 1990 |
| Nouvelle-Zélande (RMNZ Albums Top40) | 8 semaines          | 4e                  | 18 novembre 1990  |
| Pays-Bas (MegaCharts)                | 10 semaines         | 15e                 | 6 octobre 1990    |
| Portugal (AFP)                       | 1 semaine           | 21e                 | 28 septembre 2020 |
| Royaume-Uni (UK Albums Chart)        | 3 semaines          | 27e                 | 23 septembre 1990 |
| Suède (Sverigetopplistan)            | 1 semaine           | 34e                 | 26 septembre 1990 |
| Suisse (Schweizer Hitparade)         | 8 semaines          | 11e                 | 30 septembre 1990 |

Certification album
| Pays   | Certification | Ventes    | Date              |
| ------ | ------------- | --------- | ----------------- |
| Canada | 2 × Platine   | 200 000 + | 28 septembre 1990 |

### Single
Charts
| Single                             | Chart              | Durée du classement | Position | Date              |
| ---------------------------------- | ------------------ | ------------------- | -------- | ----------------- |
| Another Brick in the Wall (Part 2) | (UK Singles Chart) | 1 semaine           | 82e      | 16 septembre 1990 |

### Vidéo
Certification vidéo
| Pays        | Certification | Ventes    | Date       |
| ----------- | ------------- | --------- | ---------- |
| Australie   | Platine       | 15 000 +  | 2006       |
| Brésil      | Or            | 25 000 +  | 2004       |
| Canada      | Platine       | 10 000 +  | 01/03/1992 |
| États-Unis  | Platine       | 100 000 + | 08/01/1992 |
| Royaume-Uni | Or            | 25 000 +  | 22/07/2013 |
| Suisse      | Or            | 3 000 +   | 2005       |